# Hochleckenkogel
De Hochleckenkogel is een berg in de deelstaat Opper-Oostenrijk, Oostenrijk. De berg heeft een hoogte van 1.691 meter.
De Hochleckenkogel is onderdeel van het Höllengebergte.